# Duo Ouro Negro
Duo Ouro Negro foi um grupo musical criado em 1956 por Raúl Indipwo e Milo MacMahon em Angola, à data uma das províncias ultramarinas de Portugal. O grupo teve uma das carreiras da música popular em Portugal de maior visibilidade internacional, foi um pioneiro no multiculturalismo e um grande embaixador da música e cultura africanas no mundo.
O grupo criou música que sobrepõe diferentes domínios musicais que costumavam ser estanques, associou-se com músicos de vários países e cantou em diversas línguas africanas e europeias. Integrado numa indústria fonográfica em expansão conseguiu a atenção da imprensa musical internacional e, em sucessivas digressões, atuou nos melhores palcos de todo o mundo.

## Biografia

### Princípio da carreira
Ambos naturais de Angola, Raúl Indipwo e Milo MacMahon conheciam-se desde a infância e estudaram juntos no liceu em Benguela. Mais tarde, em 1956, reencontram-se e iniciam um projecto musical centrado no folclore angolano de várias etnias e línguas recorrendo ao violão e a harmonias vocais na interpretação dos temas. Começaram por se chamar apenas "Ouro Negro" e só a partir de 1959 é que se passaram a designar "Duo Ouro Negro". O nome do grupo, sugerido pela locutora da Rádio Clube do Congo Português Maria Lucília Dias, designava localmente tudo o que fosse excepcional.
Subiram pela primeira vez ao palco do Cinema Restauração em Luanda em 1957. Após várias apresentações nas zonas de eleição de lazer e de espectáculo da cidade, incluindo o frequentado Cine-esplanada Avis, conseguem ir a Portugal Continental atuar em Lisboa, por intermédio do empresário Ribeiro Belga. Atuam com bastante sucesso no Cinema Roma e no Casino do Estoril. Os dois primeiros discos, gravados em 1959, contaram com a colaboração do músico multi-instrumentista brasileiro Sivuca e do seu conjunto. "Muxima" e "Kuricutéla" são alguns dos temas. O terceiro disco, cuja gravação foi dirigida pelo maestro Joaquim Luís Gomes no início de 1961, foi lançado em Portugal e na África do Sul.
Regressam a Angola em 1961, pouco antes do eclodir da Guerra Colonial Portuguesa, e entra para o grupo um terceiro elemento, José Alves Monteiro. Nesta nova formação em trio gravam cinco Extended Play (EPs), entre 1961 e 1962. "Cuando Calienta el Sol" de 1962 teve a colaboração do conjunto Thilo's Combo. Outro disco gravado com a formação em trio denominado "Garota" inclui uma versão do tema do folclore turco, "Uska Dara", que tinha sido gravada em 1953 pela cantora norte americana Eartha Kitt e uma versão do original brasileiro datado de 1930, "Mãe Preta", cuja letra mostra uma forte crítica à escravatura. Ainda em 1962 sai uma coletânea de temas dos "Ouro Negro" denominada "A Visit to Portugal" com canções gravadas em colaboração com a fadista Berta Cardoso. Este Long Play (LP) foi lançado no Canadá e nos Estados Unidos da América.

### Carreira internacional
Entre 1962 e 1963 são convidados para fazer uma série de digressões pela Europa, com a atuação em países como a Suíça, Finlândia, Suécia, Dinamarca e Espanha, intercaladas com concertos em Angola e Moçambique e também estadas em Portugal Continental.
Já de novo com a formação em duo lançam três EPs de canções originais em francês, "Volume 1" em 1964, "La Kwela" com os temas "La Kwela", "La Kwela de l'Angola", "Heno Vakwe" e "N'Doa", em 1965 e "Volume 2" em 1966. Estes discos são lançados em França pela empresa discográfica Colombia e recebidos com sucesso.
Em 1964, fazem versões dos Beatles ("Agora Vou Ser Feliz" é versão de "I Wanna Hold Your Hand") e Charles Aznavour ("La Mamma"). Outro disco lançado em 1965 na forma de EP, "Kwela", inclui as canções "Meadowlands", "M'Bude", "N'Doa" e "Mundo D'Iaxala" e tem a colaboração do "Conjunto Mistério". Em 1965 participaram no programa musical da Televisão Portuguesa, "Minuto Zero", com apresentação de José Mensurado.
O grupo lança a moda do kwela, um estilo musical do Sul de África com um ritmo próprio que os Ouro Negro transformaram numa dança inspirada nos rituais africanos, uma espécie de twist angolano, que foi considerado o ritmo do Verão de 1965. Paris rendeu-se à nova moda que também atingiu outras cidades da Europa. Participam em programas televisivos franceses entre os quais na edição nº 8 do programa televisivo da ORTF, "Ni Figue ni Raisin". Este episódio musical foi para o ar em 1965 tendo sido realizado por Jacques Rozier. Atuam no Olympia de Paris com vários espetáculos esgotados.
Em 1966 atuaram na sala Garnier da Opéra de Monte Carlo no Mónaco, por ocasião das comemorações do IV Centenário do Principado. Em Novembro de 1966 participaram na comemoração do 20º aniversário da UNICEF, um espetáculo televisivo apresentado por Danny Kaye efetuado no teatro Alhambra-Maurice Chevalier em Paris e visto em todo o mundo por cerca de 200 milhões de pessoas.

Capa do Single Au Revoir Silvye

Interpretaram os temas "Pata Pata" e "Click Song" da cantora sul-africana Miriam Makeba, tendo sido este último incluído num disco da série "Présence Mondiale" lançado em França em 1966. No final de 1966 é editado um álbum denominado "O Espectáculo é Ouro Negro". Trata-se de uma coletânea musical que inclui temas diversos como "Au Revoir Sylvie" cantado em francês, "Dio Come ti Amo" em italiano ou "Kurikutela" que faz parte do folclore angolano. Créditos deste disco são devidos ao maestro Thilo Krasmann e ao seu grupo "Thilo's Combo". Este LP saiu no Japão ainda em 1966 e, em 1972, foi lançado em Moçambique que na altura ainda era uma província ultramarina de Portugal.
Em 1967 gravam o seu 2º álbum, "Mulowa África", também com a colaboração do Thilo's Combo. Este álbum viria a ser um dos trabalhos mais internacionais do grupo. Foi lançado em Portugal e em França (com o nome "Afrika") em 1967, no Brasil e em Israel em 1968 e nos Estados Unidos da América em 1969. A música deste disco abre uma ponte entre as tradições angolanas e a cultura ocidental da época. Traços dessa cultura ocidental estão logo no primeiro tema, "Kyrie", uma oração da liturgia cristã, na abordagem instrumental com a presença do contrabaixo, da bateria ou da guitarra portuguesa e no acompanhamento vocal com o coro feminino da Emissora Nacional.
Participam no Festival RTP da Canção de 1967 com "Livro Sem Fim" (que ficou em segundo lugar) e "Quando Amanhecer". O Duo Ouro Negro também aparece noutros programas da televisão portuguesa como é o caso de TV Club da autoria de Melo Pereira. Realiza-se em Maio de 1967 no Olympia o espetáculo "Grand Gala du Music-Hall Portugais" com Amália Rodrigues e outros nomes como Simone de Oliveira, o Duo Ouro Negro e Carlos Paredes. Em Outubro de 1967 representam Portugal com o tema "Kubatokuê Mulata", no Festival Internacional da Canção de 1967 do Rio de Janeiro. Ainda no Rio de Janeiro atuaram na sala de espetáculos "Canecão" com grande êxito.
Em Janeiro de 1968 participam na Gala do MIDEM que teve lugar no Palais des Festivals em Cannes. Em Junho de 1968 deslocam-se ao Canadá e atuam no Teatro Maisonneuve em Montreal em dois espetáculos em que também atuou Amália Rodrigues. Também no ano de 1968 representam Portugal no segundo Festival Internacional de Split na Jugoslávia.
Ainda em 1968 é apresentada na RTP a opereta africana "A Rua d'Iliza" com música, texto, coreografia e direção de cena de Raúl Indipwo e Milo Mac-Mahon. O mote central deste musical, Iliza (Gomara Saia), é uma adaptação de um tema tradicional da marrabenta de Moçambique. Nesta opereta além do Duo Ouro Negro participaram outros artistas como o grupo "Sheiks" e a cantora angolana Lilly Tchiumba. Este programa foi selecionado para representar a Televisão Portuguesa no Festival de Milão.
O EP "Carolina" lançado no início de 1968 é uma amostra do ecletismo, em termos de estilos musicais, do grupo. Este disco inclui o tema "Katéria", um exemplo da música acústica do folclore angolano, com o som de instrumentos musicais autóctones como o dikanza ou o kissange Inclui também o fado "Timpanas" com letra de Júlio Dantas e música de Frederico de Freitas composto originalmente para a voz de Amália Rodrigues, o tema "Carolina" de Chico Buarque e uma nova versão da canção de toada própria dos anos 60 "Garota" da autoria de José Mário e Raúl Indipwo. O ecletismo é também evidente em termos de ritmos musicais. De facto, o grupo inclui nas suas canções não só ritmos angolanos como o semba, o merengue ou o kwela, mas também outros como o rock, jazz, soul, funk, ritmos brasileiros, latino-americanos, cabo-verdianos e sul-africanos.
Ainda em 1968 fazem espetáculos nos Estados Unidos da América e em Chicago assinam contrato com a Columbia Artists Management. Atuam no exclusivo Waldorf Astoria em Nova Iorque. Recebem em Fevereiro de 1969, o Prémio da Casa da Imprensa para melhor conjunto vocal na categoria de música ligeira do ano de 1968.
Participam no Festival RTP da Canção de 1969 com "Tenho Amor Para Amar" que fica novamente em 2º lugar.
Ainda em 1969 viajam até à Argentina onde fazem dois espetáculos no teatro Maipu em Buenos Aires e quatro shows televisivos. Gravam o LP "Latino", cantado em espanhol, nos estúdios da discográfica Odeon em Buenos Aires com a colaboração da orquestra de Jorge Leone. O mesmo álbum é lançado em Portugal em 1970 com o título "Sob o Signo de Yemanjá". Este álbum inclui a canção "El Fuego Compartido" composta após uma atuação na Faculdade de Direito de Buenos Aires como apoio aos ideais políticos dos estudantes. O tema desse LP "Muamba, Banana e Cola" é um dos grandes sucessos de 1969.
Ainda em 1969 Sivuca volta a gravar com o grupo, desta vez uma compilação denominada "Africaníssimo", onde juntaram alguns temas gravados no início da carreira, como é o caso de "Upa Neguinho" da autoria de Edu Lobo. Deste álbum consta também a canção "Deknni" cujo nome designa um tipo de dança de Goa.
Em Agosto de 1969 Raúl e Milo estiveram entre a multidão que constituiu o público do Festival de Woodstock. O álbum "Mulowa Afrika" que tinha sido lançado em Portugal em 1967 é editado nos Estados Unidos da América em finais de 1969 com o nome "The Music of Africa Today". Nessa altura iniciam uma digressão de três meses por esse país onde atuam em 43 cidades e 20 universidades de diversos Estados. Têm contacto com o movimento negro norte-americano e com a luta pelos seus direitos civis. Ouvem ao vivo música que lá se faz incluindo jazz, rhythm and blues e soul. Todas essas experiências foram determinantes para a concepção do álbum "Blackground" e para o abandono progressivo do universo da música ligeira com regresso às origens do Duo. Começam a focar-se mais nas sonoridades, história e etnografia de África e a enriquecer os seus temas com a "world music" que foram ensaiando ao longo do seu percurso.
Em Dezembro de 1969 Raúl Indipwo e Milo MacMahon atuaram num palco improvisado numa zona de guerra na Guiné-Bissau para as tropas que combatiam pelas Forças Armadas Portuguesas na Guerra Colonial.

### Década de 1970
Em 1970 o Duo Ouro Negro participou no espetáculo de celebração do Dia de Portugal na Exposição Universal de Osaka no Japão. Seguem em digressão pela Ásia, que incluiu a atuação no Afeganistão, Índia e Tailândia.
Em Julho de 1971 começou a ser gravado no estúdio da discográfica Valentim de Carvalho o álbum conceptual Blackground que viria a ser editado em 1972. Os temas são cantados em português, em inglês e em línguas angolanas dos grupos etnolinguísticos Lunda-Cokwe, Ambundo e Cuanhama tendo sido gravados com a participação de músicos de diversas nacionalidades. Colaboraram neste álbum o luso-brasileiro Fernando Girão, os angolanos Bonga nas percussões e Luis N'Gambi na guitarra, Lito Saraiva (guitarra acústica), Mutondo e Sacamueca (Marimba) e Nalossa (vocais) também angolanos, o belga Adrien Ransy na bateria, o inglês Terry James Thomas na guitarra eléctrica, o norte-americano Kevin Hoidale nas teclas, o português Zé Nabo no baixo e o escocês Mike Sergeant na guitarra elétrica. Estes três últimos faziam parte do agrupamento musical "Objectivo".

Na brochura inclusa na capa da reedição de 2018 do álbum Blackground podem ler-se as seguintes palavras de Milo MacMahon: 
"(...) Isto é a concretização de muitos anos de trabalho. É a realização de um projecto antigo, que me levou a estudar Etnografia, Música e História". 

Blackground, o "campo negro", é uma celebração das raízes da música africana que foi levada pelos escravos em viagens transatlânticas para a Europa e Américas criando uma diáspora rica em sonoridades novas. Recorre à mitologia negra da criação dos rios, de Iemanjá e do aparecimento dos homens que formaram a tribo universal. Citando Raúl Indipwo 
"A música africana, levada então pelos escravos, transformou-se em samba, em malambo, em cumbia, em jazz e em gospel. E, se de uma parte manteve o ritmo, doutra manteve a maneira melódica, o improviso, a angústia e a extroversão que caracteriza o povo africano em geral." 
Em Agosto de 1971 participam no Festival de Vilar de Mouros acompanhados por treze elementos num espetáculo ao vivo de duas horas que serviu de ante-estreia do álbum "Blackground". Este primeiro Festival de Vilar de Mouros teve a presença de Amália Rodrigues, António Victorino de Almeida, José Cid e Rão Kyao tendo contado também com as atrações internacionais Elton John e da banda Manfred Mann.
O espetáculo cénico-musical "Blackground", com duas horas de duração e contando com a presença em palco de cerca de 35 participantes entre cantores, músicos e bailarinos, apresentou-se no Cinema Roma em Julho de 1972. Os músicos do quarteto Objectivo, a cantora sul-africana Busi Mhlongo (Vickie) e vários percussionistas estiveram entre os artistas intervenientes. O espectáculo foi também apresentado na Bélgica e em várias cidades alemãs.
Participam no Festival RTP da Canção em Março de 1974 com "Bailia dos Trovadores", com letra e música de Rita Olivaes e orquestração de Jorge Machado, mesmo antes da Revolução de Abril acontecer em Portugal.
No ano de 1975 em pleno processo revolucionário que se seguiu ao 25 de Abril de 1974 são lançados dois discos, o single "Poema Para Allende" e o álbum "Epopeia". Este álbum, que teve a participação do grupo "Kalungas 4", expressa claramente sensibilidades e ideias anticolonialistas. Em particular o tema "Chegou o Homem Branco" conta o processo da colonização dos territórios africanos e americanos pelos europeus através de uma história que explica em termos simples o impacto negativo da chegada dos colonizadores e a sua indiferença relativamente ao bem-estar e à cultura dos povos colonizados. É o último trabalho da década de 1970 para a editora discográfica Valentim de Carvalho tendo sido divulgado numa digressão pelo Oriente e Austrália, onde atuaram na Sidney Opera House.

Capa do LP Lindeza!

O álbum "Lindeza!" é gravado em 1979 para a editora discográfica Orfeu. O lado A deste disco abre com o tema "N'Gola 1483" cuja letra refere a altura da chegada dos navegadores portugueses à região africana a que começaram a chamar Angola. O tema "Lindeza" que dá nome ao álbum é uma homenagem a Angola e às suas belezas naturais, um lamento de saudade escrito numa altura em que este país estava a viver uma sangrenta guerra civil. A primeira canção do lado B, "Vou Levar-te Comigo" é uma balada de esperança num futuro de paz. Este tema teve um grande êxito comercial tendo sido reeditado em single em 1985.

### Últimos anos
Em 1981 gravam o 2º Blackground no estúdio Rádio Triunfo com novos músicos, nomeadamente Steve Neil (baixo), João Maló (guitarra solo), Emílio Robalo (piano), Zezé M'Gambi (bateria), Terinho M'Umbanda (orgão), Perikles (flauta e saxofone) e Lena d'Água e Formiga (coros). Participaram pontualmente na gravação de temas deste duplo álbum vários músicos africanos entre os quais os músicos angolanos do grupo "Raízes". Este grupo participou na gravação das canções "Menina Negra" e "Luanda Nova" e os seus membros, o guitarrista Nelo Carvalho, Armindo Monteiro e Beto Monteiro na percussão e Nelson Oliveira na guitarra baixo passaram a acompanhar o Duo Ouro Negro nos seus espetáculos.

Capa do LP duplo Blackground II

Blackground II apresenta onze temas novos e recupera quatro do álbum Blackground de 1972, "Iemanjá", "Blackground", "Amanhã" e "Ondyaya". Constam também deste duplo álbum uma nova gravação do tema "Suliram" e uma versão de "Muamba, Banana e Cola" cantada em português e espanhol. A apresentação das músicas do Blackground II foi feita num espetáculo de music-hall memorável apresentado em 1981 no Teatro da Trindade com o título "O Império de Iemanjá".
Em 1982 é editado um single com os temas "Estou Pensando em Ti" e "Rapsódia Angolana". O álbum "Aos Nossos Amigos" é editado em fins de 1984 tem produção de Milo MacMahon e arranjos de Mike Sergeant e foi o último trabalho de originais do Duo Ouro Negro.
O grupo termina em 1985 com a morte de Milo MacMahon aos 46 anos. Ainda em 1985 mas já após a morte de um dos seus membros realizou-se no Casino do Estoril um grande espetáculo musical de homenagem ao Duo Ouro Negro. Participaram neste espetáculo cantores portugueses das diversas áreas da música, e também humoristas e grupos de bailado. No final Raúl indipwo interpretou excertos dos grandes sucessos do grupo.

### Raúl Indipwo a solo
Raúl Indipwo passa a atuar a solo com o nome de Raúl Ouro Negro e edita o álbum "Sô Santo", dedicado ao seu amigo Milo. Passa a dedicar-se então mais à pintura, arte que nunca deixou apesar do sucesso na música. No início dos anos 90 criou em Angola a Fundação Ouro Negro, dedicada à cultura e solidariedade com as crianças e jovens angolanos e à preservação da Língua Portuguesa como património comum da Lusofonia.
A Fundação Ouro Negro viria a ser reconhecida em Portugal no ano de 1993 passando a ter sedes nos dois países. Em 1991 saiu um álbum nas versões LP e CD, que foi dedicado às crianças de África e denominado "Meninos d'Oiro".
Em 1998, a EMI lançou o duplo CD "Kurikutela - 40 Anos, 40 Êxitos". O cantor comemorou os 50 anos de carreira no dia 23 de Maio de 2005, acompanhado de Bonga, Mariza, Luís Represas e Pedro Jóia.
Raúl Indipwo faleceu no dia 4 de Junho de 2006 aos 72 anos.

## Discografia
Fonte:

### Década de 1960

#### Singles e EPs
- Duo Ouro Negro Canta Canções do Folclore de Angola (1960 EP, Portugal, Columbia, SLEM 2058)
  - Kangrima/ Eh Sambá/ Kabulo/ Maria Candimba
- Ouro Negro (1960 EP, Portugal, Columbia, SLEM 2053), (1964, França, Columbia, ESRF 1504)
  - Muxima/ Mana Fatita/ Kurikutéla/ Tala On N'Bundo
- Ouro Negro (1961 EP, Portugal, Columbia, SLEM 2060), (1961, África do Sul, Columbia, SEGJ 22)
  - Nostalgia/ Luanda/ Serenata a Luanda/ Serenata do Adeus
- Angola (1961 EP, Portugal, Columbia, SLEM 2086) como trio com José Alves Monteiro
  - Henduada Xala/ N'Birin N'Birin/ N'Zambi/Palamié
- Ouro Negro (1962 EP, Portugal, Columbia, SLEM 2087) como trio com José Alves Monteiro
  - Rebita/ Bessa N'Gana/ Koronial/ Ana N'Gola Dilenué
- Ouro Negro (1962 EP, Portugal, Columbia, SLEM 2117) como trio com José Alves Monteiro
  - N'Guina Kaiábula/ Mariana/ Txakuparika/ Cidrálea
- Cuando Calienta el Sol (1962 EP, Portugal, Columbia, SLEM 2118) como trio com José Alves Monteiro
  - Cuando Calienta el Sol/ Em Busca duns Olhos Verdes/ Cavaleiros do Céu/ Non, Je ne Regrette Rien
- Garota (1962 EP, Portugal, Columbia, SLEM 2103) como trio com José Alves Monteiro
  - Garota/ Uska Dara/ Mãe Preta/ Porque Estou Só
- La Mamma (1964 EP, Portugal, Columbia, SLEM 2189)
  - La Mamma/ Por um Chamiço/ Alucinado/ Nós e o Mar
- De Novo com o Duo Ouro Negro (1964 EP, Portugal, Columbia SLEM 2170)
  - Dominique/ Beija-me/ Hava Nagula/ Agora vou ser feliz
- Novos Êxitos (1964 EP, Portugal, Columbia, SLEM 2183)
  - Cavaleiro Solitário/ Amor que Partiu/ Popotitos/ É Verão
- Volume 1 (1965 EP, França, Columbia ESRF 1669)
  - Ce Palmier/ L'Ocean/ Seule Dans ce Monde/ La Savane
- Kwela (1965 EP, Columbia, SLEM 2196)
  - Meadowlands/ M'Bube/ N'Doa/ Mundo D'Iaxala
- La Kuela (1965 EP, França, Columbia ESRF 1633)
  - La Kuela/ La Kwela de l' Angola/ Heno Vakwe/ D'Doa
- La Kuela ( 1965 single, Canadá, Pathé, 77.591)
  - La Kwela/ La Savane
- La Kwela (? Single Itália Columbia SCMQ 1893)
  - La Kwela/ Heno Wakine
- Suliram, série "Présence Mondiale" (1966 EP, França, Columbia ESRF 1860)
  - Suliram/ N'Dia M'Goe/ Dekhnni/ Canção da Despedida
- Dio come ti amo (1966 EP, Portugal, Columbia SLEM 2241)
  - Write Again/ Trem das Onze/ Dio come ti Amo/ Kurikutela
- Por um Chamiço, Série "Présence Mondiale" (1966 EP, Portugal, Columbia ESRF 1736)
  - Por um Chamiço/ Rebita/ Alucinado/ Ana N'Gola Dilenue
- Au Revoir Silvye (1966 EP, Portugal, Columbia SLEM 2239)
  - Au Revoir Silvye/ Banana Boat/ E Veio o Vento/ Click Song
- O Amor, o Sol e o Mar (1966 EP, Portugal, Columbia SLEM 2240)
  - O Amor, o Sol e o Mar/ Jikele Mauenhi/ Garotas do Porto/ Menino de Braçanã
- Volume 2 (1966 EP, Portugal, Pathé Marconi ESRF 1856)
  - Si Tu Revenais/ Les Autres/ La Fleur/ Sur le Chemin de ma Peine
- Menino de Braçana, série "Présence Mondiale" (1966 EP, França, Columbia ESRF 1775 M)
  - Menino de Braçana/ Jikele Mauenhi/ Click Song/ Banana Boat
- Dia das Rosas (1967 EP, Portugal, Columbia SLEM 2266)
  - A Banda/ Belucha/ Canção da Despedida
- O Arrastão (1967 EP, Portugal, Columbia SLEM 2278)
  - La Mer Le Vent Le Sable/ O Arrastão/ Meadowlands
- Kubatokuê Mulata (1967 EP, Portugal, Columbia SLEM 2287)
  - Kubatokuê Mulata/ Palâmie/ Iliza/ Maihêtso
- Quando Amanhecer / Livro Sem Fim (1967 EP, Portugal, Columbia SLEM 2270)
  - Quando Amanhecer/ Mundo Azul/ Livro sem Fim/ Apenas Tu
- Valsa do Vaqueiro (1967 EP, Portugal, Columbia SLEM 2279)
  - Valsa do Vaqueiro/ Dekhnni/ Suliram/ Mulowa
- A Banda (1967 Single, França, Columbia CF 118)
  - A Banda/ Au Revoir Sylvie
- O Futuro é Teu (1967 EP, Portugal, Columbia SLEM 2280)
  - O Futuro é Teu/ Canção da Despedida/ Salomé/ N' Dia N'Goé
- Kubatokuê Mulata (1967 EP, Brasil, Odeon 7ID-4130)
  - Kubatokuê Mulata/ Carolina/ Au Revoir Sylvie/ Iliza
- Pata Pata (1968 EP, Portugal, Columbia SLEM 2313)
  - En Suivant L'Etoile/ Upa Neguinho/ Pata Pata/ Rita Flor da Canela
- Pata Pata/ A Banda (1968 Single, Alemanha, Columbia C 23 802, Columbia 45 DW 6741)
  - Pata Pata/ A Banda
- Carolina (1968 EP, Portugal, Columbia SLEM 2301)
  - Carolina/ Garota/ Timpanas/ Katéria
- Pata Pata/ Upa Negrinho (1968 Single, França, Columbia CF 144)
  - Pata Pata/ Upa Negrinho

- Está Chovendo Cá Fora (1968 EP, Portugal, Columbia SLEM 2327)
  - A Cave/ Viver Sem Amor/ Está Chovendo Cá Fora (Mangwene Npulele)/ Barco Sem Rumo
- Maria Rita (1969 EP, Portugal, Columbia SLEM 2343) (1968 EP, África do Sul, Columbia SEGJ 94)
  - Maria Rita/ Nocturno/ A Minha Mulata
- Carnaval de Luanda (? Single, Portugal Columbia 45 ML 239 )
  - Carnaval de Luanda/ A Minha Mulata

- Tenho Amor Para Amar/ Cantiga (1969 EP, Portugal, Columbia SLEM 2340) Grande Prémio TV da Canção Portuguesa
  - Tenho Amor Para Amar/ Pobre Pierrot/ Cantiga/ Mais Uma Dor Mais Uma Canção
- Iliza (Iliza Gomara Saia)(1969 Single, Argentina, Odeon Pops DTOA 8474)
  - Iliza (Iliza Gomara Saia)/ Afrika (Kaiabula)
- Talvez Te Dê Uma Rosa (1969 EP, Portugal, Columbia 8 E 016-40018 M)
  - Ela... Ela Já Esqueceu/ Foste Minha um Verão/ Talvez Te Dê uma Rosa/ Nem o Cravo, Nem a Rosa

#### Álbuns/ LPs
- Mulowa Afrika (1967 LP, Portugal, Columbia SPMX 5005) (1968 LP, Brasil, Odeon MOFB 381)
- Afrika (1967 LP, França, Columbia SCTX 240.449)
- The Music of Africa Today (1969 LP, Estados Unidos da América, UA International UNS 15556)
  - Lado A- Kyrie/ Suliram/ Txizenguê/ Maihêtso/ Salomé/ Maria Provocação
  - Lado B- Afrika (Kaiábula)/ Iliza (Gomara Saiá)/ Palâmie/ Mulowa/ Canção da Despedida/ Kuemba Ritôko

- Latino (1969 LP, Argentina, Odeon Pops DF 4393)
  - Lado A- Koka Kola/ Cuando Llegue a Brasil/ El Fuego Compartido/ No Voy a la Ciudad/ Zambi/ Mañana Tarde y Noche
  - Lado B- Pajarito Mañanero/ Muamba Banana y Kola/ Toca Palito/ Henda-Xala/ Los Rjes de mi Carreta/ Vinagre, Aceite y Sal

### Década de 1970

#### Singles e EPs
- Kuemba Ritoko (1970 Single, Estados Unidos da América, United Artists Records UA50661)
  - Kuemba Ritoko/ Iliza
- El Fuego Compartido (1970 EP, Portugal, Columbia/ Valentim De Carvalho 8E 016-40064)
  - El Fuego Compartido/ Henda Xala/ Quando Cheguei ao Brasil/ Zambi
- Romança da Rainha (1971 EP, África do Sul, Columbia SEGJ 103) (? EP, Portugal, Columbia 8E 016 40126 M) (? EP, Moçambique, Bayly/Columbia 2 E 050, SEGJ 103)
  - Romança da Rainha/ Singing My Song/ Estrada da Vida
- Kyrie (1972 EP, Portugal, Columbia 8E 016-40225) (1972 EP, Angola, Columbia/ Valentim de Carvalho CI SARL 8E 016-40225)
  - Kyrie/ Maria Provocação/ Afrika/ Kuemba Ritoko
- Construção/ Distância (1972 EP, Portugal/ Angola, Columbia 8E 016-40 224)
  - Construção/ Distância/ Txizengué
- Luanda Luandense (1973 EP, Portugal/Angola, Columbia 8 E016-40290)
  - Luanda Luandense / Kungenu / Kitari Kiamie
- Bailia dos Trovadores (1974 Single, Portugal/Angola, EMI 8E 006 40311 G)
  - Bailia dos Trovadores/ Vamos Erguer a Vida
- Poema Para Allende (1975 Single, Portugal EMI 8E 006-40 352 G)
  - Poema Para Allende/ Tentando Ir Mais Longe
- Mamã Esperança/ Cipriano (1977 Single, Portugal Orfeu KSAT 603)
  - Mamã Esperança/ Cipriano
- Luar da Lua Cheia (1979 Single, Portugal Orfeu KSAT 683)
  - Luar da Lua Cheia/ Amor de Mentira
- Hino à Paz (? EP Portugal/ Angola Columbia 8E 016 40137)
  - Hino à Paz/ Rita Flor de Canela/ Distância
- Neusa (? EP, Portugal Columbia 8E 016 40 127)
  - Neusa/ Kangrima/ Mana Fatita
- Amanhã / Napangula (? Single Angola Columbia 8E 006-40145)
  - Amanhã / Napangula

#### Álbuns/ LPs
- Sob O Signo De Yemanjá (1970 LP, Portugal, Columbia/ Valentim de Carvalho 8E 62-40003)
  - Lado A- Koka Kola/ Cuando Llegue a Brasil/ El Fuego Compartido/ No Voy a la Ciudad/ Zambi/ Mañana Tarde y Noche
  - Lado B- Pajarito Mañanero/ Muamba Banana y Kola/ Toca Palito/ Henda-Xala/ Los Rjes de mi Carreta/ Vinagre, Aceite y Sal
- Blackground (1972 LP, Portugal, Columbia 8E 062 40136) (1972 LP, Japão, Odeon EOP 80591)(1974 LP reedição Portugal, EMI 2606261 )
  - Lado A- Blackground/ Venho de Longe/ Amanhã/ Napangula
  - Lado B- Ondyaiya/ N'Vula/ Georgina/ N'Djimba/ Yemanjá

- Mulowa Afrika (1974 LP reedição, Portugal, EMI 8E 048 40307)
  - Lado A- Kyrie/ Suliram/ Txizenguê/ Maihêtso/ Salomé/ Maria Provocação
  - Lado B- Afrika (Kaiábula)/ Iliza (Gomara Saiá)/ Palâmie/ Mulowa/ Canção da Despedida/ Kuemba Ritôk

- Epopeia (1975 LP stereo, Portugal, EMI 8E 054 40 353)
  - Lado A- Muinda/ Kwateni/ Chegou o Homem Branco/ Só por te Ver Chegar
  - Lado B- Lamento do Rei/ Muimbu Ua Sabalo/ Pole Mze/ Okulima Kuvala/ Minha/ Meu Filho (Monami)
- Lindeza! (1979 LP, Portugal, Orfeu FPAT 6004) (1979 cassete, Portugal, Orfeu FPATCAS 6004)
  - Lado A- N'Gola 1483/ Luanda em Novembro/ Despertar/Lindeza!/ Quando eu Voltar
  - Lado B- Vou Levar-te Comigo/ Conversa Fiada/ Mamã Esperança/ Ter Amigos é Fortuna/ Cipriano/ A Bela da Fonte

### Década de 1980

#### Singles e EPs
- Marmelada/ Muamba, Banana e Cola (1981 Single, Portugal Orfeu KSAT 301)
  - Marmelada/ Muamba, Banana e Cola
- Estou Pensando em ti (1982 Single, Portugal Orfeu TSAT 319)
  - Estou Pensando em Ti/ Rapsódia Angolana
- Comboio Mala de Benguela (1984 Single, Portugal EMI 1775057)
  - Comboio Mala de Benguela/ N'Zambi
- Vou Levar-te Comigo (1985 Single, Portugal Orfeu SINP 36)
  - Vou Levar-te Comigo/ Luar da Lua Cheia

#### Álbuns/ LPs
- Blackground II (1981 LP duplo/ / 2ª edição/cassete, Portugal Orfeu DASPEAT 401/ DAFPAT 601/ DASP 401)
  - Volume 1- Iemanjá/ Blackground/ Aruanda/ Aruandaí/ Amanhã/ Menina Negra/ Muamba Banana e Cola/ Into Zelali/
  - Volume 2- Missanga/ Marmelada/ Luanda Nova/ Dança do Robalinho/ Minha/ O Mar é Meu/ Iemanjá/ Ondyaya

- Mulowa Afrika (1982 LP reedição, Portugal, Valentim de Carvalho 2VCLP 10029/ VC1653271)
  - Lado A- Kyrie/ Suliram/ Txizenguê/ Maihêtso/ Salomé/ Maria Provocação
  - Lado B- Afrika (Kaiábula)/ Iliza (Gomara Saiá)/ Palâmie/ Mulowa/ Canção da Despedida/ Kuemba Ritôk

- Lindeza! (1982 LP reedição, Portugal, Orfeu FP 6004)
  - Lado A- N'Gola 1483/ Luanda em Novembro/ Despertar/Lindeza!/ Quando eu Voltar
  - Lado B- Vou Levar-te Comigo/ Conversa Fiada/ Mamã Esperança/ Ter Amigos é Fortuna/ Cipriano/ A Bela da Fonte
- Aos Nossos Amigos (1984 LP, Portugal stereo, EMI 1775101)
  - Lado A- Comboio Mala de Benguela/ Pois É .../ Meu Pezinho/ Ce Palmier/ Testamento/ N'Zambi
  - Lado B- Camisa de Amigo/ Estranho Sonho/ Quando Cheguei ao Brasil/ Último Amigo/ Viver não Custa/ Tweza

- Blackground (1985 LP reedição Portugal, EMI 2606261)
  - Lado A- Blackground/ Venho de Longe/ Amanhã/ Napangula
  - Lado B- Ondyaiya/ N'Vula/ Georgina/ N'Djimba/ Yemanjá

### Anos 2000

#### Álbuns/ LPs
- Blackground II (2003 CD duplo Portugal, Movieplay MOV 30.477 A/B)
  - Volume 1- Iemanjá/ Blackground/ Aruanda/ Aruandaí/ Amanhã/ Menina Negra/ Muamba Banana e Cola/ Into Zelali/
  - Volume 2- Missanga/ Marmelada/ Luanda Nova/ Dança do Robalinho/ Minha/ O Mar é Meu/ Iemanjá/ Ondyaya

- Blackground (2018 LP, Album, Edição limitada, numerada, reedição em stereo; Armoniz AR 003)[52]
  - Lado A- Blackground/ Venho de Longe/ Amanhã/ Napangula
  - Lado B- Ondyaiya/ N'Vula/ Georgina/ N'Djimba/ Yemanjá